# Blefaritis
La blefaritis o palpebritis és la inflamació del teixit que forma els marges de la parpella.
Sovint el seu origen es deu a un mal funcionament de les petites glàndules (Glàndules tarsals o de Meibom) que es troben en el marge palpebral. En condicions normals aquestes glàndules produïxen una secreció grassa que ajuda a lubricar la superfície de l'ull i la cara interna de les parpelles, prevenint l'evaporació de les llàgrimes. En els subjectes amb blefaritis aquestes glàndules es troben obstruïdes, les seves secrecions queden estancades i es formen àcids grassos que irriten la superfície ocular. El marge de les parpelles es mostra en aquests casos inflamat i enrogit. L'ull s'irrita i produeix secreció mucosa i proteïnes, i aquests s'acumulen en el marge palpebral, creant sovint una crosta. L'acumulació d'aquests materials proporciona les condicions òptimes per al creixement de bacteris, que al seu torn alliberen toxines que contribueixen a irritar encara més les parpelles i a agreujar més el procés patològic.
Per tant, en la blefaritis es produeix una cadena que inclou disfunció de les glàndules de la parpella, irritació i formació de petites crostes en el marge palpebral, a més d'infecció bacteriana. Si no es deté el procés es produïx un empitjorament progressiu amb inflamació dolorosa del marge palpebral, fortes molèsties en la superfície ocular i fins i tot disminució de la visió.
La severitat de la blefaritis varia considerablement d'uns individus a uns altres. En alguns casos representa només una discreta molèstia, creant una lleu irritació de manera intermitent. En uns altres, és una malaltia més seriosa que pot fins i tot afectar la visió.

## Tipus de blefaritis
- Blefaritis escatosa

Mostra parpelles escatoses a causa de la seva aparença i es caracteritza per la formació d'escates entre les pestanyes, que moltes vegades cauen dintre dels ulls produint la sensació que hi ha alguna cosa dintre d'ells. Els ulls es mostren vermells. Les vores de les parpelles estan enrogits la major part del temps, fent l'efecte que ha estat plorant, i pot produir picor local. És causa de la infecció local de bacteris i fongs en una pell seborreica.
- Blefaritis al·lèrgica

És una forma d'expressió d'una al·lèrgia de contacte a productes de cosmètica en la seva major part, per exemple ombrejadors, llapis i colorets, així com els dissolvents cosmètics per a eliminar-los. Però en realitat qualsevol substància que contamini els dits i que per mitjà de la mans sigui duta als ulls pot provocar dermatitis agudes o cròniques de les parpelles, com les plantes i els seus sucs, vegetals, plàstics acrílics o fins i tot medicaments per a les cames o els peus, per posar alguns exemples.
Els mateixos medicaments utilitzats per als ulls, col·liris i pomades poden ser també els causants d'una blefaritis al·lèrgica de contacte. Els al·lergens dels medicaments oftalmològics poden ser les substàncies actives: neomicina, bacitracina, sulfamides, anticolinèrgics, antihistamínics, anestèsics locals, òxid groc de mercuri, o els conservadors dels mateixos parabens, mercurials, etilenodiamina, etcètera.

## Tractament de la blefaritis
Els especialistes consideren que la blefaritis és una malaltia crònica, ja que, si bé no passa en tots els casos, en la majoria de pacients es dona per una predisposició crònica. En altres casos es pot manifestar com un episodi aïllat de durada variable i que no torna a produir-se. Quan es repeteix en el temps, existeixen certs mecanismes per controlar els símptomes i que destorbin al mínim possible la vida qüotidiana del/la pacient.
Els tractaments per la blefaritis (sigui quin sigui el seu origen) són els següents: 
- Higiene. Per a qualsevol tipus de blefaritis és essencial mantenir les parpelles netes. Acostuma a fer-se amb tovalloletes específiques i que ja duen impregnades substàncies netejadores i antibacterianes.
- Pomades antibiòtiques. Poden fer-se necessàries en cas de blefaritis estafilocòciques, aplicades durant períodes breus de temps.
- Calor. És un tractament específic quan la blefaritis ve causada per la disfunció de les Glàndules de Meibom, i s'aplicarà segons el cas i la gravetat de la disfunció. L'aplicació de calor, generalment calor seca, ajuda a fluidificar les secrecions lipídiques que obstrueixen les glàndules i produeixen la blefaritis.
- Neteja i desobstrucció. En cas que sigui molt clara l'obstrucció de les Glàndules de Meibom, un procediment recomanat és la recanalització. Amb aquest tractament s'insereixen microcànules específiques que desobstrueixen les glàndules.
- Polit de la superfície de la parpella. Pot ser útil en alguns casos, quan creix una membrana que obstrueix les glàndules.
- Suplements nutricionals. Existeixen suplements específics que poden ser molt útils per controlar la blefaritis, ja que regulen la producció lipídica que la desencadena.

La blefaritis, que pot venir donada per diferents causes, pot controlar-se amb tractaments però sempre ajustant el procediment al cas concret de cada pacient. I és essencial també que el pacient s'adhereixi al tractament. Per contra, els símptomes continuaran repetint-se, ja que en la majoria dels casos existeix una predispoció crònica a patir blefaritis.